# Cautatha phoenicea
Cautatha phoenicea là một loài bướm đêm trong họ Noctuidae.